# Hôpital de Ben Smim
 (mai 2021).
L'hôpital de Ben Smim est un hôpital pour les maladies thoraciques qui a été construit en 1948 à Ben Smim, au Maroc, par la France sur une superficie totale de 80 hectares dans une zone boisée, se distinguant par son emplacement stratégique choisi par les Français, car il est situé au sommet de la montagne, et à proximité des eaux douces d'Ayoun Ibn Smim,.
Il se compose de 8 étages et a commencé à fonctionner en 1954 avec une capacité de 400 lits, en plus d'autres installations (aires de jeux et cinéma). Quatre médecins spécialistes y travaillaient, sous la supervision d'un médecin principal, en plus de 32 infirmières résidant au même endroit,.